# Mirmecio

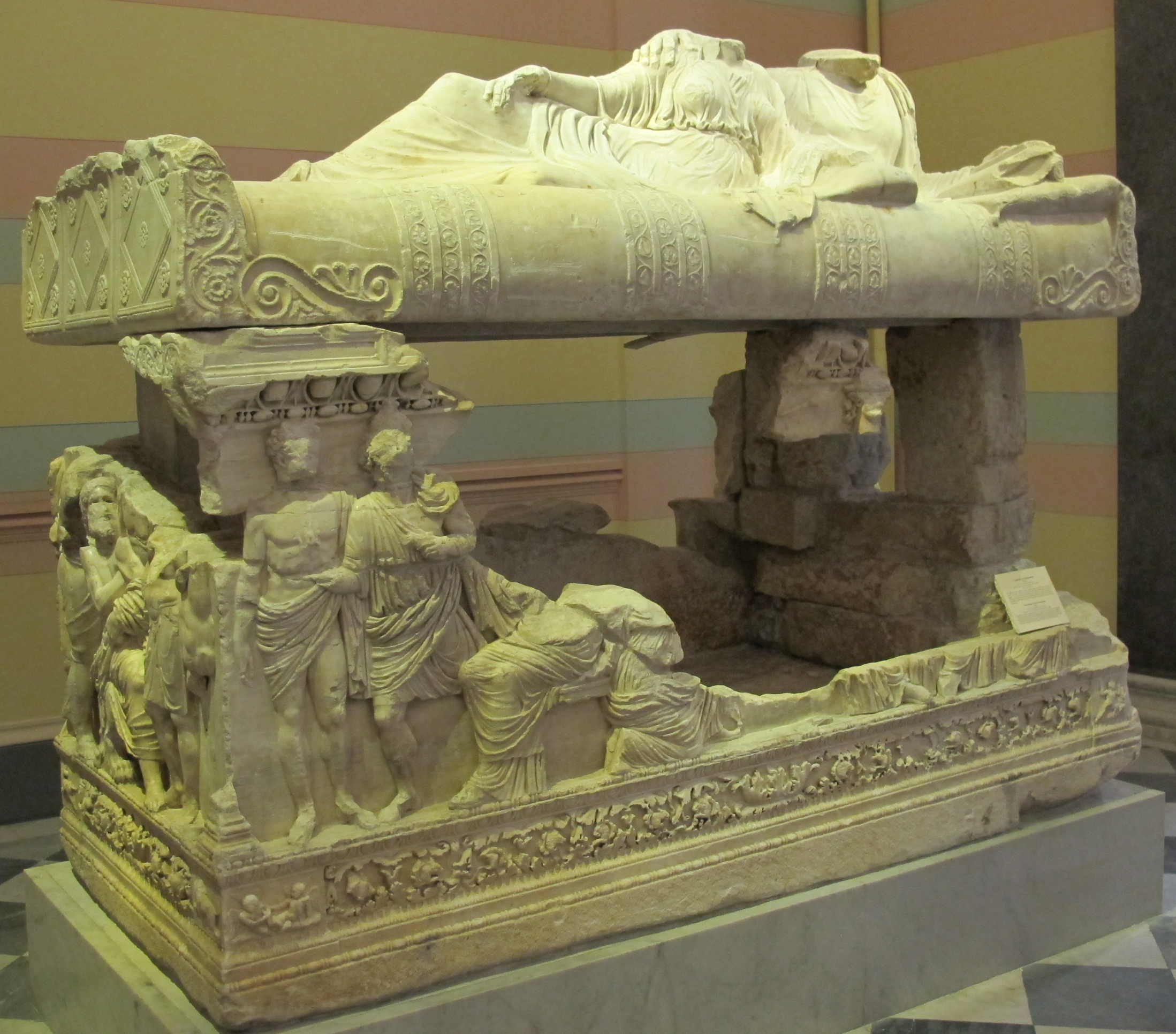
Sarcófago de Mirmecio, 150-200 d. C. Museo del Hermitage.

Mirmecio (en griego, Μυρμήκιον) fue una colonia griega del Ponto Euxino fundada por jonios a mediados del siglo VI. Se situaba en la actual península de Kerch, en Crimea.
El Periplo de Pseudo-Escílax la cita entre las ciudades griegas construidas en territorio escita, junto a Teodosia, Citea, Ninfea y Panticapeo. Estrabón y Plinio el Viejo la sitúan en la parte occidental del Bósforo Cimerio. Estrabón señala que se hallaba a veinte estadios de Panticapeo y a cuarenta de Partenio y que en el otro lado del paso se hallaba la ciudad de Aquileo.